# Nafnaþulur
Nafnaþulur es un listado en poesía en nórdico antiguo de varias categorías, como dioses, gigantes, gente y objetos. Los poemas se conservaron en la Edda prosaica de Snorri Sturluson pero se piensa que se agregaron a la composición original de Snorri y no siempre se imprimen en las ediciones de la Edda. Algunos de esos nombres no aparecen en ningún otro documento contemporáneo.